# Artamus cyanopterus
El artamo sombrío (Artamus cyanopterus), es una especie de ave paseriforme en la familia Artamidae. Habita en los bosques en regiones tropicales y subtropicales, in eastern and southern Australia.
En el 2004 la especie era considerada una 'especie bajo preocupación menor', por BirdLife International. Siendo una especie común en su hábitat.

## Descripción
El artamo sombrío es un ave de porte mediano, de un tono marrón oscuro, aunque en oportunidades se han visto ejemplares que parecían ser de color gris. Las aves tienen un parche negro en la zona de los ojos, y alas grises o negras con motas blancas. Su cola es negra con el extremo blanco y la zona bajo el ala plateada. Su pico es gris=azulado.
El artamo sombrío mueve su cola de manera espontánea en forma significativa, una característica común a todos los artamos.

## Distribución y hábitat

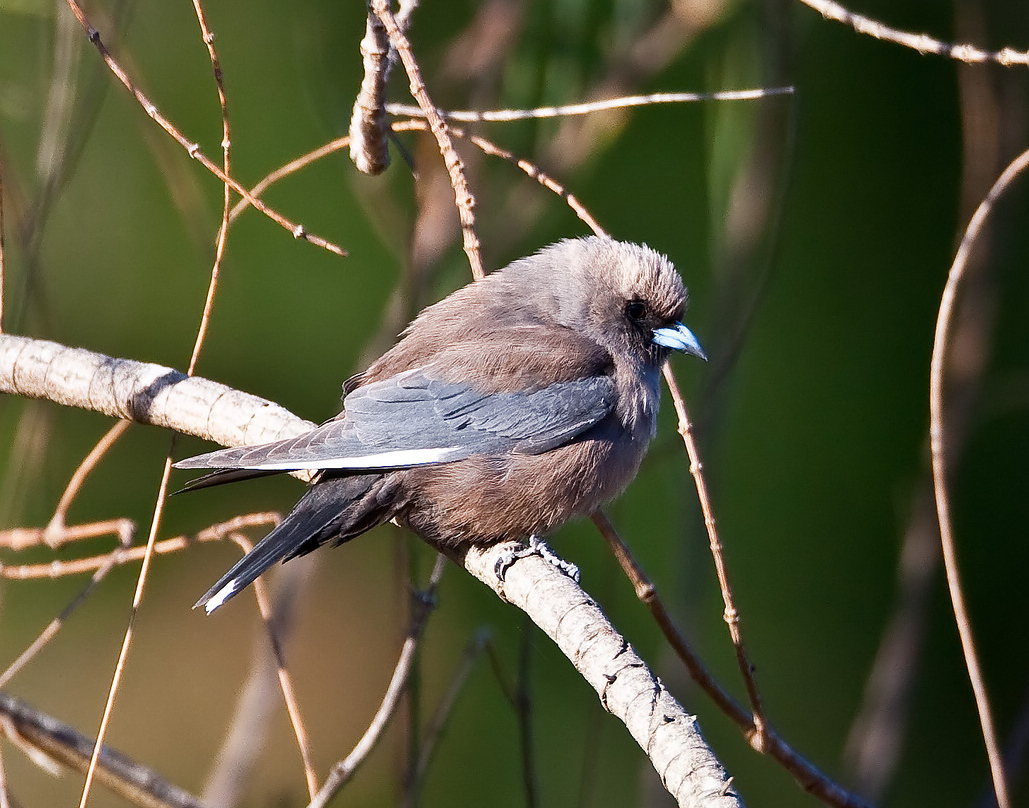
En Tasmania.

Las aves viven principalmente en bosques abiertos de eucalipto. Habitan una zona que va desde Atherton Tableland, Queensland, hasta to Tasmania y por el oeste hasta la península Eyre, en South Australia. They roost communally, usually nocturnally. Durante la temporada de reproducción, anidan en grandes bandadas para mantener a los depredadores lejos de sus pichones. Las bandadas comprenden unos 20 a 30 ejemplares.
El artamo sombrío realiza desplazamiento y migraciones estacionales. Es una especie nómade, y tiende a desplazarse de manera espontánea. Sin embargo, algún tipo particular de hábitat sucede que hace que las aves del sureste migren en dirección norte en otoño.